# Revolución mexicana en Yucatán
La revolución mexicana en Yucatán fue un proceso social que se desarrolló con una cierta independencia de la revolución mexicana en tanto que movimiento nacional, por virtud del relativo aislamiento del estado de Yucatán en lo particular y del conjunto de la península yucateca, en toda su extensión, del resto de la república mexicana y de las condiciones que prevalecían en esa región del país en los albores del siglo XX, cuando Francisco I. Madero hizo estallar el movimiento armado en México.
En efecto, el estado de Yucatán vivía en aquel entonces una dinámica particular, producto del modelo de organización social que se había desarrollado en la península yucateca a lo largo del siglo XIX en razón ciertamente de su geografía, de las circunstancias históricas que se dieron a partir de la independencia y durante la llamada guerra de castas, pero sobre todo de la economía regional y de los modos de producción que se habían establecido a partir de la hacienda henequenera y de la oligarquía que la controlaba.
Madero, en el norte del país, al escapar de la prisión a que lo había sometido el porfiriato huyó a los Estados Unidos desde donde lanzó un manifiesto conocido como el Plan de San Luis, en el que llamaba a tomar las armas contra el gobierno de Díaz el 20 de noviembre de 1910. Esto habría de detonar el conflicto armado que tuvo lugar a partir de entonces en el norte del país, expandiéndose posteriormente al centro y el sur de México y más tarde, al sureste de la república. Después de que las fuerzas revolucionarias tomaron Ciudad Juárez, en el estado de Chihuahua, Porfirio Díaz presentó su renuncia y se exilió en Francia. 
En Yucatán, sin embargo, la rebeldía hacia el régimen desgastado de Porfirio Díaz había tenido ya manifestaciones violentas desde meses antes de que se pusiera en marcha el Plan de San Luis. El proceso de descomposición social que de alguna forma encontraba su raíz en las condiciones de desigualdad e injusticia que habían venido creándose durante el denominado porfiriato henequenero, buscaba salidas políticas y los grupos locales se disputaban el poder público que había sido hasta entonces monopolizado por los seguidores del dictador, encabezados por Olegario Molina quien a la sazón operaba desde la capital de la república, con la cartera de Secretario de Fomento que tenía en el gobierno de Díaz.

## Rebelión de Valladolid (Plan de Dzelkoop)

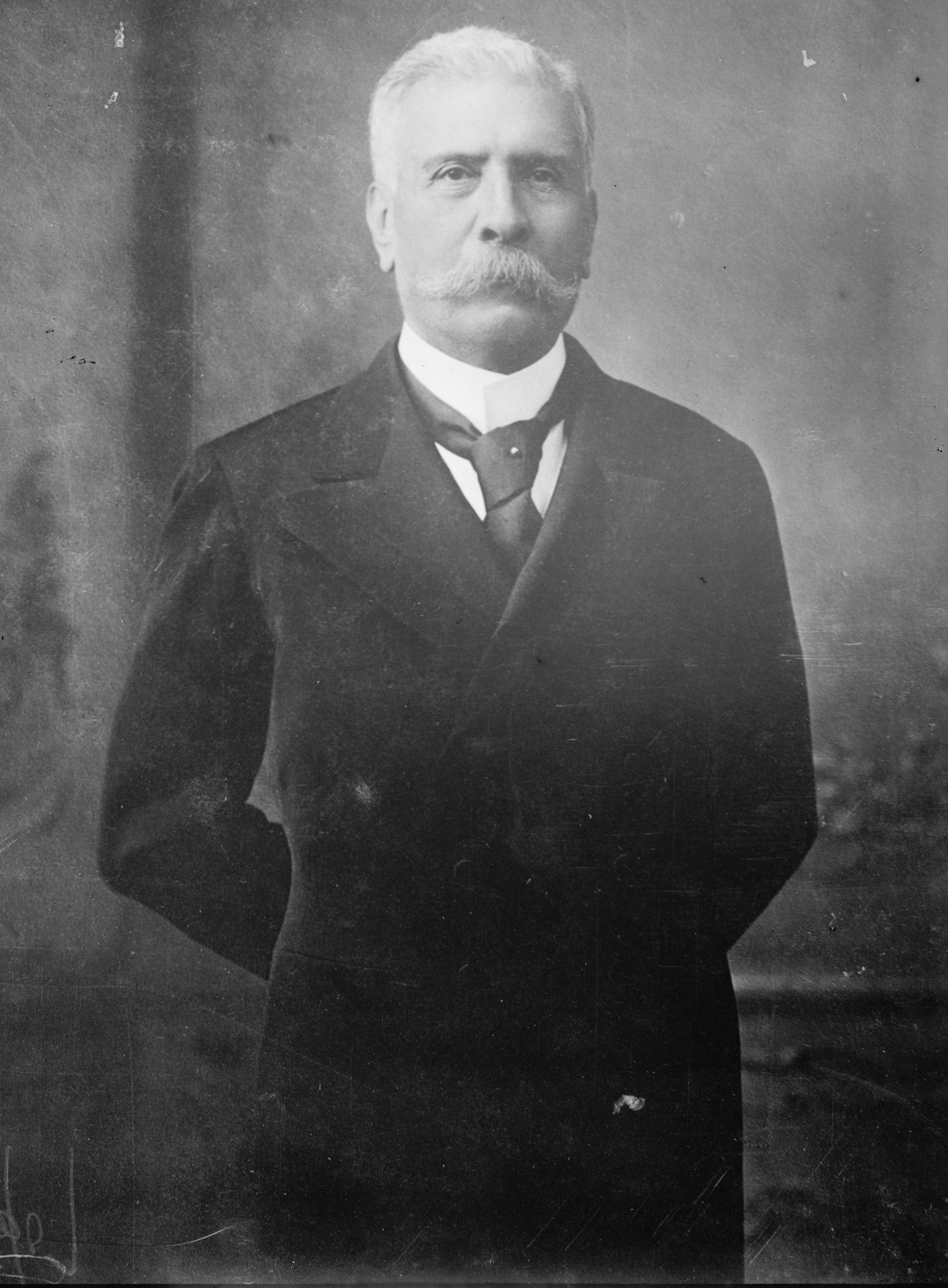
El general Porfirio Díaz en 1902.

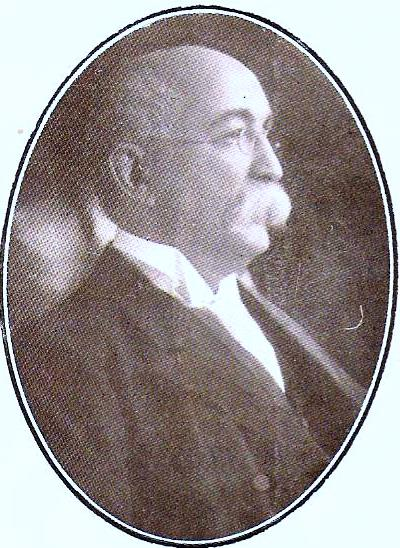
Olegario Molina Solís, exgobernador de Yucatán y secretario de Fomento en el gobierno de Porfirio Díaz.

Lo que algunos llamaron la primera chispa de la revolución mexicana, se dio en la ciudad de Valladolid el 4 de junio de 1910 y consistió en una insurrección que, si bien se dio al margen del Plan de San Luis y fuera del contexto de la estrategia de Francisco I. Madero, significó una manifestación rebelde y armada en contra de la dictadura porfirista y que estuvo concatenada, finalmente, con el movimiento revolucionario nacional.
Esta rebelión fue producto del denominado Plan de Dzelkoop, cuyo manifiesto iniciaba al tenor del siguiente texto:

“Los que abajo suscribimos, ciudadanos mexicanos en el pleno ejercicio de nuestros derechos, nos hemos reunido espontáneamente para acordar las medidas indiscutibles y urgentes, a fin de evitar que el Estado sucumba en manos de un gobierno déspota y tirano; gobierno formado por una sola familia de esclavistas cuya única ambición es apoderarse de todas las principales riquezas del país, y reducir al sufrido pueblo a braceros de sus ricas propiedades. El actual gobierno no es legal, porque no ha sido ungido por el voto popular..." Y siguen cuatro considerandos y diez artículos.... Terminaba firmándose: “Dado en el paraje Dzelkoop a los diez días del mes de mayo de mil novecientos diez años. Coronel Maximiliano R. Bonilla.— Coronel José Crisanto Chi.— Teniente Coronel Juan de Mata Pool.— Mayor José Candelario May..... entre otros..."

El propósito fundamental de la insurrección era derrocar al gobierno yucateco de Enrique Muñoz Aristegui, sostenido por Porfirio Díaz y el grupo oligárquico yucateco encabezado por Olegario Molina y Avelino Montes, quienes dominaban las principales actividades productivas del estado, particularmente la industria henequenera, que en aquel entonces era el eje de la economía estatal. El descontento provenía en principio de las elecciones de 1909 para gobernador constitucional de Yucatán, en las cuales contendieron Delio Moreno Cantón por el Partido Electoral Independiente y José María Pino Suárez por el Partido Nacional Antireeleccionista. Sin respetar los resultados de los comicios, Porfirio Díaz determinó que Aristegui, que ya era gobernador, continuara en el mando. Acto seguido, se persiguió a los dos contendientes a la gubernatura hasta expulsarlos del país.
La rebelión vallisoletana fue sofocada rápidamente a pesar de haberse iniciado con un ejército de 1500 hombres. La falta de mando y la inadecuada fortificación en un lugar que no reunió las condiciones estratégicas necesarias, fueron determinantes en la derrota. El gobierno de Aristegui, sin embargo, lejos de fortalecerse con el triunfo, fue víctima de una mayor inestabilidad política en la que se sumió Yucatán a partir de ese momento, lo que condujo a una mayor represión por parte de las autoridades y desde luego a agravar las existentes tensiones políticas y sociales.
Anteriormente a este levantamiento se dio en el año de 1909, también en Valladolid, la denominada Rebelión de la Candelaria que intentó deponer al gobernador Muñoz Aristegui y que fracasó, pero que propiamente fue la manifestación premonitoria de cuanto ocurriría más tarde, incluyendo desde luego este Plan de Dzelkoop.

## Madero y Pino Suárez llegan al poder

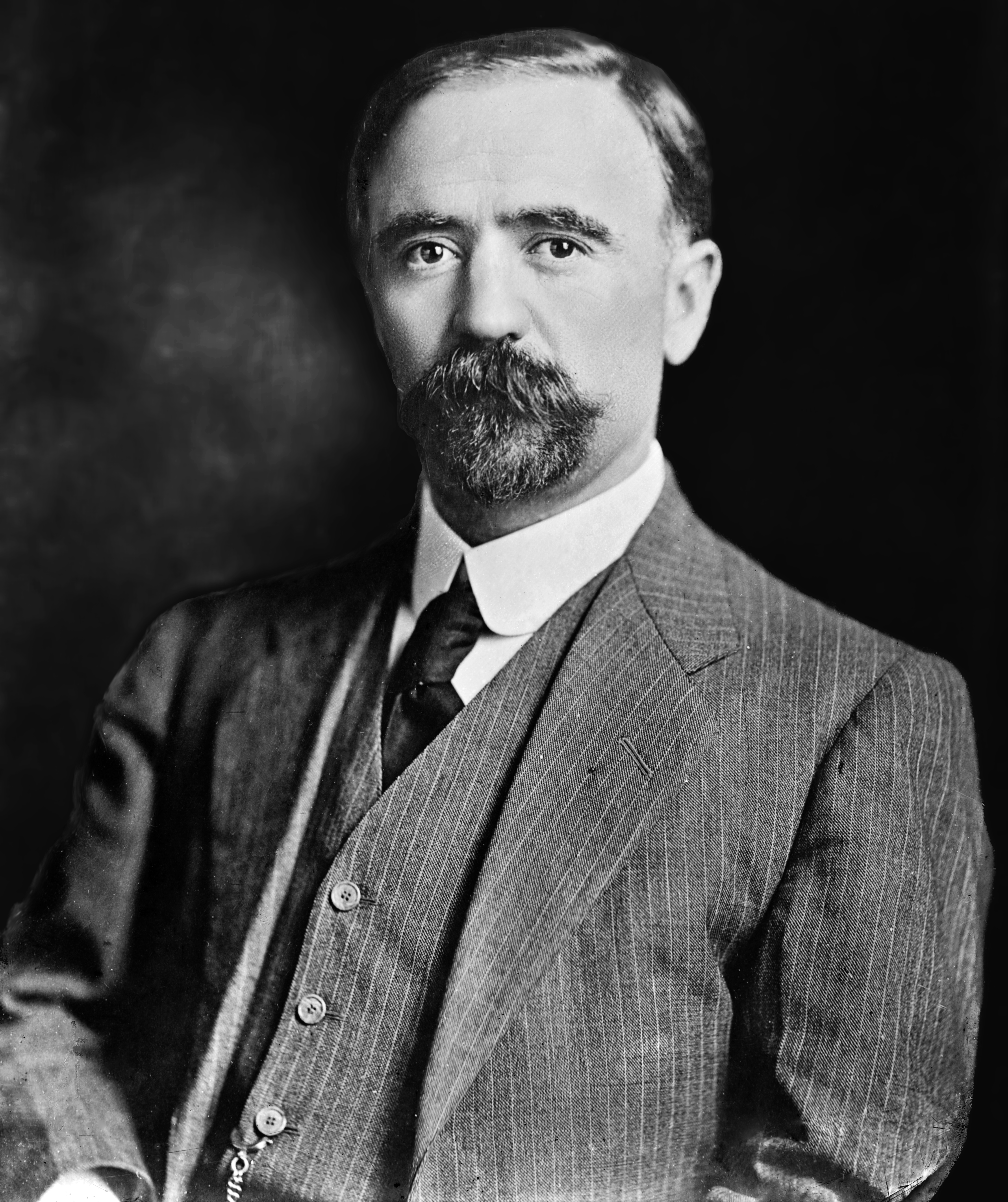
El Presidente Francisco I. Madero.

Mientras tanto en el norte del país, el 10 de mayo de 1911, las tropas revolucionarias tomaron la plaza de Ciudad Juárez, obligando al mando porfirista a capitular. Madero entonces, de acuerdo al Plan de San Luis, fue nombrado presidente provisional y constituyó su Consejo de Estado, en el que incluía entre otros a Venustiano Carranza, Gustavo su hermano y José María Pino Suárez.
El 17 de mayo se firmó un armisticio de cinco días aplicable a toda la República mexicana. Al término de este, se acordó un tratado de paz en dicha ciudad y el día 21 de ese mes se firmó en esa misma ciudad un documento conocido como Tratados de Ciudad Juárez orientado a devolver la paz a la nación, pero la situación política no habría de remediarse ni con la renuncia de Díaz ni con los esfuerzos de paz de Madero.
Madero fue elegido presidente y tomó posesión del cargo el 6 de noviembre de 1911. Su corto mandato presidencial se caracterizó por su esencia democrática pero que no se logró identificar con las clases marginadas mayoritarias en el país y por conservar en su gabinete antiguos porfiristas. Esto provocaría varios alzamientos armados entre los que destacaron el de Emiliano Zapata quien, el 25 de noviembre proclamó el Plan de Ayala exigiendo la restauración de los derechos agrarios y desconociendo a Madero como presidente y el de Pascual Orozco, quien en marzo de 1912, signó el Plan de la Empacadora designando a Victoriano Huerta a fin de que ayudara a controlar otros posibles levantamientos.
En Yucatán, mientras tanto, poco antes de la elección de Madero, al ser desplazado el gobernador Muñoz Aristegui, Pino Suárez había asumido la gubernatura interina del estado, convocándose de inmediato a elecciones. En ellas contendieron nuevamente el propio José María Pino Suárez y Delio Moreno Cantón. En un triunfo electoral discutido, denunciado como un fraude, Pino Suárez se erigió gobernador constitucional, ocupando el cargo del 17 de octubre al 15 de noviembre de 1911.  Madero al tomar posesión de la presidencia del país le pidió que lo acompañara a gobernar como vicepresidente, lo que hizo que Pino Suárez saliera nuevamente de Yucatán, dejando en la gubernatura, otra vez interinamente, a Nicolás Cámara Vales electo para tal efecto por el Congreso local.

## La decena trágica y sus efectos en Yucatán

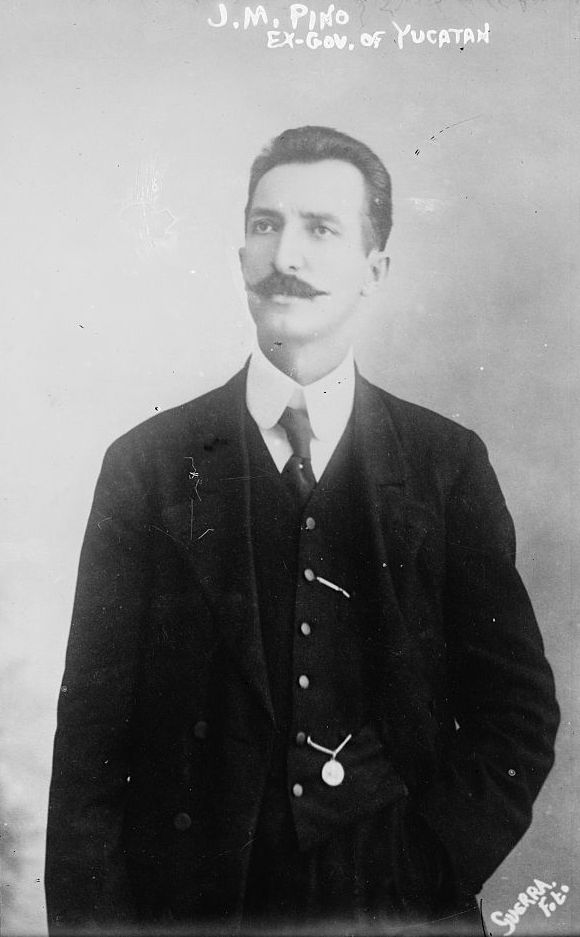
El Vicepresidente José María Pino Suárez

Como consecuencia del golpe de Estado llevado a cabo en contra del gobierno y de la integridad de Francisco I. Madero y de José María Pino Suárez en febrero de 1913, durante la denominada decena trágica, que fue perpetrado por los generales porfiristas Félix Díaz, Victoriano Huerta, Bernardo Reyes y Manuel Mondragón, el gobierno de Yucatán, encabezado por Nicolás Cámara, también fue depuesto para que ocupara su lugar, primero, Fernando Solís León y después, el hacendado Arcadio Escobedo, apoyado este último por los generales huertistas que operaban en el estado y también por el grupo dominante de Olegario Molina. 
En ese punto, la entidad entró en un estado de confusión y anarquía muy grave, provocado por la falta de acuerdo entre las corrientes políticas locales que seguían siendo los cantonistas (seguidores de Delio Moreno Cantón), los pinistas (seguidores del ya fallecido José María Pino Suárez) y los molinistas (seguidores de Olegario Molina), cuyo líder se había auto-exiliado en Cuba la víspera de la renuncia de Porfirio Díaz, desde donde intentaba seguir controlando la situación yucateca.
En el período comprendido entre 1911 y 1915, en cincuenta meses, se sucedieron en Yucatán catorce gobernadores, ninguno de los cuales permaneció en el poder público más de unos cuantos meses.

## Constitucionalismo en Yucatán

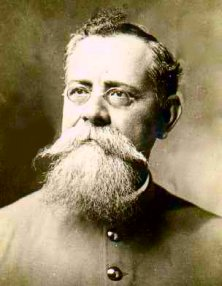
Jefe máximo del Ejército Constitucionalista

Después del triunfo del Plan de Guadalupe y habiendo tomado las riendas del país Venustiano Carranza, después de los tratados de Teoloyucan, el jefe del constitucionalismo envió a Yucatán, sucesivamente, a dos personajes para encauzar las tareas de la revolución en el estado del sureste que se mantenía al margen del conflicto bélico nacional. Eleuterio Ávila y Toribio de los Santos, ambos gobernadores carrancistas en el año de 1914, llegaron al poder de Yucatán con el apoyo de las fuerzas revolucionarias constitucionalistas. Ninguno de ambos supo o pudo, sin embargo, resistir la presión que la omnímoda oligarquía capitaneada por Olegario Molina desde La Habana, ejerció sobre sus respectivos gobiernos.
En febrero de 1915 un general hidalguense llamado Abel Ortiz Argumedo que vivía desde hacía algún tiempo en Yucatán, con el apoyo de los grupos molinistas de hacendados en el estado, se levantó en armas contra el gobierno de Toribio de los Santos quien, sin más, huyó a Campeche el 10 de febrero. Dos días más tarde las tropas rebeldes ocuparon la plaza de Mérida y Ortiz Argumedo se autoproclamó gobernador y comandante militar del estado, telegrafiando en el acto a Venustiano Carranza para exponerle los motivos de su insurrección. De varias maneras intentó Ortiz Argumedo congraciarse con el jefe máximo del ejército constitucionalista, sin conseguirlo.
Venustiano Carranza envió, en cambio, a uno de sus más brillantes generales, Salvador Alvarado, para someter a los rebeldes y recuperar el gobierno yucateco para su causa. Convencido Ortiz Argumedo de lo inútil de sus esfuerzos para conservar el poder por la vía del convencimiento a Carranza, intentó, otra vez con el apoyo decidido de los capitalistas yucatecos, de oponer la fuerza de las armas. Constituyó un ejército pertrechado con el oro henequenero y dispuso la defensa de Mérida desde poblaciones de Campeche.
Alvarado llegó a Campeche en los primeros días de marzo de 1915. El día 14 tuvo los primeros enfrentamientos con las fuerzas argumedistas a las que derrotó. El día 16, en Halachó se consumó la derrota definitiva de los rebeldes. Ortiz Argumedo, conociendo los hechos militares, partió de Mérida hacia el oriente rumbo a Valladolid. De ahí siguió hacia el puerto de El Cuyo con el pretexto de que ahí recibiría armas del extranjero. La realidad fue que ahí tenía planeado embarcarse para huir del estado. Zarpó hacia Cuba llevándose con él buena parte del tesoro estatal, junto con otros fondos privados que sus patrocinadores le habían confiado para conducir los hechos bélicos.

## Gobierno de Salvador Alvarado en Yucatán

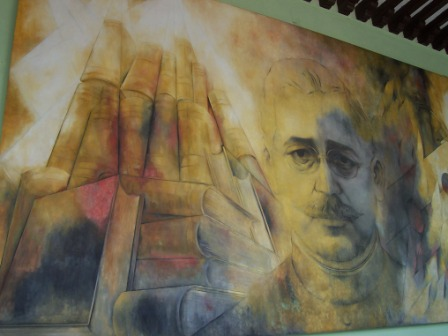
Mural de Salvador Alvarado en el Palacio de Gobierno de Yucatán. Mural de Fernando Castro Pacheco.

El 19 de marzo de 1915 entró triunfal a la ciudad de Mérida el general Salvador Alvarado, para proclamarse, en nombre del ejército Constitucionalista, gobernador del estado y comandante militar de la región. El objetivo estratégico del carrancismo fue alcanzado de esta manera, ya que Yucatán habría de convertirse en una de las más importante fuentes financieras de la revolución constitucionalista. En efecto, la explotación y la venta del henequén a los Estados Unidos que se realizaba desde Yucatán, principalmente por el grupo que Alvarado denominó la Casta Divina integrado por Olegario Molina -jefe político del porfiriato en el estado-, Avelino Montes, su yerno, y una docena más de ricos hacendados henequeneros -los mismos que habían promovido y patrocinado a Ortiz Argumedo para evitar la llegada del carrancismo a Yucatán-, producía enormes cantidades de dólares que resultaban muy importantes para el interés de Carranza y para la causa de la revolución.
Yucatán, además de encontrarse en la caótica situación política que se ha señalado, estaba también en una circunstancia social crítica, producto del acaparamiento económico de los grupos oligárquicos y del sometimiento y explotación de la mayor parte de la población, particularmente de la clase trabajadora.
Y aunque Yucatán era de los pocos estados en México que no había sufrido las consecuencias de una guerra civil, las tensiones habían llegado a su máxima expresión y también las contradicciones entre los grupos de poder. Estas últimas fueron las que supo aprovechar el general Alvarado para emprender la tarea transformadora que realizó en Yucatán durante los casi tres años que duró su gestión como gobernador. 
Se hicieron durante esta época importantes reformas políticas, económicas, sociales y legislativas. Se integró desde luego al poder público, la Comisión Reguladora del Mercado del Henequén, instrumento clave para el control de la principal actividad económica. Se modificó el sistema jurídico para decretar la liberación de los trabajadores domésticos que vivían en condición de esclavitud. Se reconocieron los derechos laborales, incluyendo el derecho de huelga. Se hizo lo mismo con los derechos de la mujer. Se reglamentó el salario mínimo. Se promulgaron leyes de gran contenido social que fueron precursoras de la Constitución de 1917, entre las que, las más importantes fueron las denominadas "Cinco hermanas": La ley Agraria, la de Hacienda, del Trabajo, del Catastro y la Ley Orgánica de los municipios del Estado. 
A partir del primer Congreso Pedagógico que se organizó bajo la presidencia de don Rodolfo Menéndez de la Peña se impulsó la tarea educativa, fomentándose la creación de más de mil escuelas en el territorio estatal y al menos una biblioteca por municipio. Se creó el Partido Socialista Obrero, antecedente del Partido Socialista del Sureste y de la Ligas de Resistencia que impulsaron al poder público a Felipe Carrillo Puerto unos años después. Y una miríada de reformas más que transformaron perdurablemente la realidad y la sociedad de Yucatán.
Salvador Alvarado salió de Yucatán el 1 de febrero de 1918 después de organizar y llevar a cabo las elecciones estatales de noviembre de 1917, de acuerdo a lo establecido en la recién promulgada Constitución Política de los Estados Unidos Mexicanos de 1917. Intentó contender él mismo en el proceso electoral pero no obtuvo la anuencia de Venustiano Carranza bajo el argumento de que Alvarado no tenía el tiempo legal de residencia requerido en Yucatán para aspirar a la gubernatura.

## Socialismo en Yucatán
En las elecciones organizadas por Salvador Alvarado poco antes de su salida de Yucatán, se restableció el Partido Liberal Yucateco integrado en buena medida por miembros activos de los grupos que habían sido afectados por Alvarado y que contaron con el apoyo de Carranza. Este partido postuló como candidato a la gubernatura a Bernardino Mena Brito. Por otro lado, el Partido Socialista de Yucatán dio su apoyo a Carlos Castro Morales, dirigente ferrocarrilero que había participado en la primera huelga obrera de Yucatán en 1911.
Triunfó Castro Morales y su éxito fue atribuido por un lado a la simpatía con que lo veía Alvarado, pero fundamentalmente al apoyo brindado por Carrillo Puerto y por su organización social. Él mismo, Felipe Carrillo, fue elegido diputado local en noviembre de 1917 y hecho presidente de la legislatura correspondiente. Era, de hecho, el primer gobierno socialista de América que vino a consolidarse con el gobierno posterior de Carrillo Puerto.

## Gobierno de Felipe Carrillo Puerto

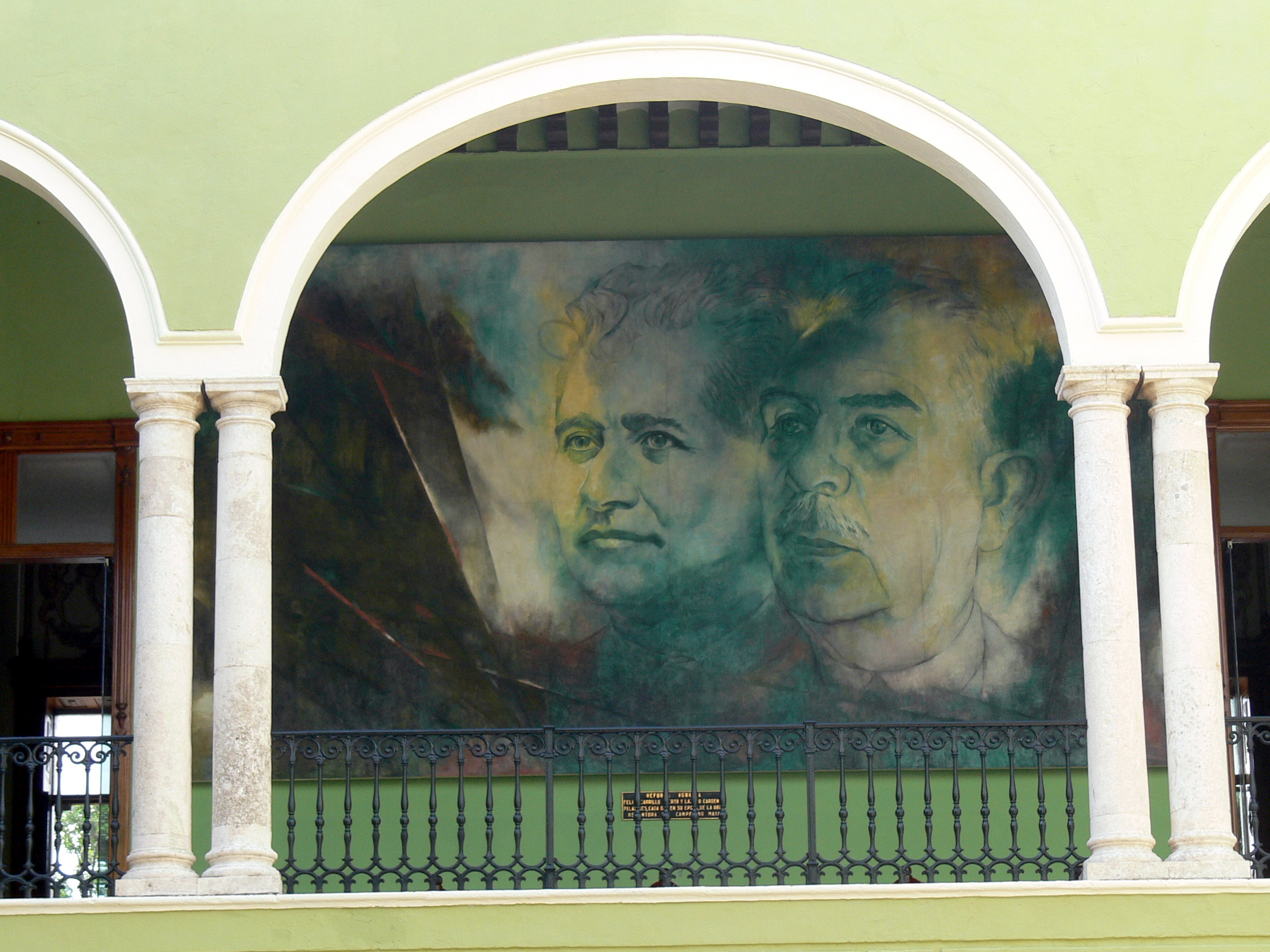
Felipe Carrillo Puerto y el general Lázaro Cárdenas del Río. Mural en el Palacio de Gobierno de Yucatán por Fernando Castro Pacheco.

El Apóstol rojo de los mayas como se conoció a Felipe Carrillo Puerto tuvo una actuación singular y destacadísima en el proceso revolucionario que se llevó a cabo en Yucatán, desde la llegada de Salvador Alvarado en 1915. Impulsado por este, había organizado el Partido Socialista (primero se llamó Partido Socialista Obrero, después Partido Socialista de Yucatán y finalmente Partido Socialista del Sureste) y las Ligas Campesinas de Resistencia, que fueron un instrumento de lucha al servicio de los transformadores y en contra de los grupos oligárquicos estatales. 
Carrillo Puerto había salido de Yucatán en 1913 para apoyar el Plan de Ayala de Emiliano Zapata, compartiendo con el dirigente sureño tareas revolucionarias en el Estado de Morelos, en donde se desempeñó como representante agrario. A su regreso a Yucatán en 1915 colaboró con el gobernador Alvarado y cobró notoriedad en 1917-1918, al apoyar la campaña electoral de Castro Morales desde la presidencia del Partido Socialista de Yucatán, que había sido reorganizado para tal efecto.
Después de la elección de Castro Morales, en 1919, Carrillo fue víctima de la persecución desatada por Carranza en contra de los socialistas. Esto en buena medida provocó la ruptura entre los grupos revolucionarios de Yucatán ya que una facción, la de Castro Morales, terminó apoyando al carrancismo, mientras que el grupo más radical hizo lo propio con Álvaro Obregón. Ocurrió que para la sucesión presidencial de 1920, el gobernador Carlos Castro apoyó al candidato de Carranza, Ignacio Bonillas, mientras que el Partido Socialista del Sureste, bajo el liderazgo de Carrillo Puerto, luchó en favor del sonorense Álvaro Obregón.
Esto provocó el distanciamiento definitivo de Carrillo Puerto con Carranza y con Castro Morales. Carrillo entonces fue perseguido al igual que el Partido Socialista. Por ello debió salir nuevamente de Yucatán expatriándose en Nueva Orleans.
Regresó a México más tarde, en el mismo año de 1920, para unirse al Plan de Agua Prieta, que derrocó a Carranza, retornando a Yucatán ese mismo año a fin de reconstruir el Partido, que entonces cambió de nombre al de Partido Socialista del Sureste. Desde esa plataforma fue elegido de manera contundente gobernador del estado, en noviembre de 1921, para el período 1922-1926.
Durante su gestión, que al igual que la del general Alvarado se caracterizó por su aliento transformador, impulsó la educación pública en especial la de la escuela racionalista, tradujo al idioma maya la Constitución Federal de 1917 para permitir su difusión entre el pueblo maya mayoritario en Yucatán, inició vigorosamente el reparto agrario que había sido obstaculizado por el carrancismo, impulsó la incorporación a las mujeres a la vida social y política del estado (sin, por tanto, favorecer el establecimiento del sufragio femenino que había sido insistentemente solicitado desde el Partido Socialista por las organizaciones femeniles encabezadas por su hermana Elvia Carrillo Puerto) y fundó la Universidad del Sureste, precursora de la actual Universidad Autónoma de Yucatán, entre otras cuestiones.

## Rebelión delahuertista en Yucatán
La lucha por el poder en México en 1923 llevó al país a un nuevo episodio de guerra civil. La disputa que se suscitó por acceder a la Presidencia de la República entre los dos principales agentes políticos del obregonismo, que habían participado exitosamente en el Plan de Agua Prieta que derrocó a Venustiano Carranza, el Secretario de Hacienda, Adolfo de la Huerta (quien había sido Presidente provisional de México a la muerte de Carranza) y el de Gobernación, Plutarco Elías Calles, trastocó dramáticamente también la circunstancia política de Yucatán.

En Yucatán la situación política seguía siendo precaria, en parte por las tensiones desatadas por los cambios estructurales impulsados desde el gobierno de Carrillo Puerto que afectaron innumerables intereses, y en parte también, porque las pugnas nacionales por el poder público se reflejaban en el medio local. El clima alcanzó un punto álgido cuando en noviembre de 1923 se emitió un decreto relativo a la ley agraria que dispuso que las Ligas de Resistencia de Carrillo Puerto, o cualquier asociación de trabajadores, pudiera solicitar para trabajarlas, las tierras improductivas de los hacendados. A partir de este decreto, que los afectados llamaron "ley del despojo", esas tierras ociosas podrían ser incautadas y expropiadas en favor de los campesinos. La inconformidad contra esta medida no se hizo esperar y, por otro lado, la asonada de Adolfo de la Huerta en contra de Álvaro Obregón a finales de ese mismo año de 1923, terminó de polarizar a Yucatán y sobrevino otra vez el desorden. 
El ejército destacado en Yucatán tomó bando y, apoyado por los grupos de terratenientes que representaban a la oligarquía de siempre, se manifestó en favor del golpista Adolfo de la Huerta. Carrillo Puerto y sus seguidores expresaron su solidaridad hacia el presidente Obregón y manifestaron su adhesión a Calles. Pero pudieron más las armas que los apoyos populares de Carrillo Puerto y juntos, hacendados y ejército, depusieron a Felipe Carrillo nombrando por la vía de los hechos al Coronel Juan Ricárdez Broca, gobernador y comandante militar de Yucatán, haciéndose, el sedicente delahuertismo, del poder público real en el estado.
A partir de esto se desató una persecución implacable en contra de Felipe Carrillo y de los socialistas en general, incluyendo desde luego las Ligas de Resistencia. El gobernador depuesto no pudo enfrentar militarmente a sus adversarios ya que no estaba preparado para ello y tuvo que huir para salvar su vida. Emprendió su retirada pasando por Motul que era uno de sus reductos más importantes, por tratarse de su pueblo natal, pero el acoso siguió impetuoso para darle alcance. Continuó rumbo al oriente del estado en compañía de algunos seguidores entre los que se encontraban tres de sus hermanos, Benjamín, Edesio y Wilfrido y se embarcó en El Cuyo en un navío alquilado. Cuando estuvieron en alta mar, el barco hizo agua por lo que regresaron a la costa, siendo capturados el 17 de diciembre de 1923 en Holbox.
Fue hecho prisionero, regresado a la Ciudad de Mérida y ante una sociedad perpleja y la reprobación generalizada, pasado por las armas después de un juicio sumarísimo, él y sus seguidores -trece en total-, la madrugada de 3 de enero de 1924, en el Panteón Civil de la capital yucateca. Debe decirse que este atropello criminal fue reprobado unánimemente: el propio Adolfo de la Huerta se condolió y ofreció una luz de lo que era la realidad revolucionaria del país en ese entonces, cuando afirmó que él mismo ignoraba que la plaza de Yucatán hubiera sido dominada por "fuerzas amigas" (a su causa).

## Fin de la revolución en Yucatán
El fusilamiento de Carrillo Puerto dejó atónita a la sociedad yucateca. Después se supo que los hacendados habían puesto precio a su cabeza: 200.000 pesos oro. El Partido Socialista del Sureste, muerto su dirigente e impulsor, empezó a dividirse. Aunque la rebelión llamada delahuertista en Yucatán fue controlada y sometida finalmente, el nuevo gobierno local encabezado por José María Iturralde Traconis, designado todavía por Obregón en contra de la nominación de Miguel Cantón hecha por el Congreso local, perdió totalmente su autonomía y su capacidad de acción política en la localidad.
Plutarco Elías Calles intervino poco después para entregar en 1926 la dirigencia del Partido Socialista a Bartolomé García Correa, de filiación callista, quien más tarde sería gobernador del estado para el período de 1930 a 1934. El propio Calles hizo un acercamiento hacia el grupo de henequeneros para disolver el encono de ánimos y, como muestra de actitud condescendiente, creó, durante la gubernatura de Álvaro Torre Díaz (1926-1930), la empresa paraestatal Henequeneros de Yucatán, antecedente histórico de Cordemex, entidad que serviría en buena intención para coordinar los intereses de los hacendados y los trabajadores en torno a lo relativo a la industria henequenera.
El movimiento social denominado revolución mexicana había culminado en Yucatán. A pesar de ello, sus secuelas se habrían de manifestar todavía durante la presidencia del General Cárdenas, en agosto de 1937, cuando se expidió el decreto para poner en vigor la Reforma Agraria integral en Yucatán, lo que terminaría de transformar la agroindustria del henequén.